# Volcano Crowe
Volcano Crowe é o primeiro álbum de estúdio da banda estadunidense HalfNoise, lançado em 30 de setembro de 2014. O álbum foi gravado na Nova Zelândia entre agosto de 2013 e março de 2014, tendo como produtor Daniel James.
Seu primeiro single foi "Mountain", que teve seu videoclipe lançado em 26 de maio de 2014. O clipe foi gravado na Nova Zelândia e dirigido por Aaron Joseph, tendo uma boa repercussão.
O segundo single do álbum foi "Hurricane Love", que teve seu clipe lançado em 16 de setembro de 2014, igualmente gravado na Nova Zelândia e dirigido por Joseph.

## Faixas
| N.º            | Título             | Duração |  |
| 1.             | "Beginning Sounds" | 1:20    |  |
| 2.             | "Coast"            | 3:10    |  |
| 3.             | "Mountain"         | 3:23    |  |
| 4.             | "Hurricane Love"   | 3:13    |  |
| 5.             | "1x1"              | 3:31    |  |
| 6.             | "Fire You Set"     | 3:07    |  |
| 7.             | "Your Ghost"       | 3:35    |  |
| 8.             | "Interlude"        | 0:56    |  |
| 9.             | "Helicopter"       | 3:47    |  |
| 10.            | "Swim Bird"        | 3:15    |  |
| 11.            | "All Sides"        | 3:32    |  |
| 12.            | "Tapes"            | 3:01    |  |
| Duração total: | Duração total:     | 35:00   |  |